# Plaza de la Asunción
La Plaza de la Asunción es una plaza monumental del Barrio de San Dionisio en Jerez de la Frontera, (Andalucía, España).
Esta plaza constituye uno de los conjuntos arquitectónicos y artísticos más destacados de España, donde se unen tres estilos: el renacentista, el mudéjar y el neoclásico.

## Historia
Conocida anteriormente como Plaza de Los Escribanos debido a que era aquí donde trabajaban los escribanos de la ciudad, a ciertas horas y en tenderetes. Esta ubicación es lógica teniendo en cuenta la proximidad de Cabildo, la antigua Casa de la Justicia y la calle de los Letrados.
Si la Plaza de la Yerba y la Plaza Plateros eran el corazón del eje comercial ya en el Jerez andalusí, la Plaza de la Asunción era el centro de las instituciones:
- Civil: el Cabildo Viejo, desde la reconquista, sede del poder civil de la ciudad, hasta 1873, en que pasa a ser sede financiera de la Caja de Ahorros de Jerez y posteriormente, Archivo Municipal, Biblioteca Pública y germen del futuro Museo Arqueológico.
- Religioso: primeramente mezquita, para posteriormente pasar a ser sede de la iglesia que acoge el patrón de la ciudad.
- Casa de la Justicia: el solar que actualmente ocupan la casas-palacios del n.º 2 y n.º 3 de la plaza fueron anteriormente la sede de la Justicia y la cárcel de la ciudad, desde el siglo XVII hasta comienzos del siglo XIX.

## Elementos
En dicha plaza se encuentran:

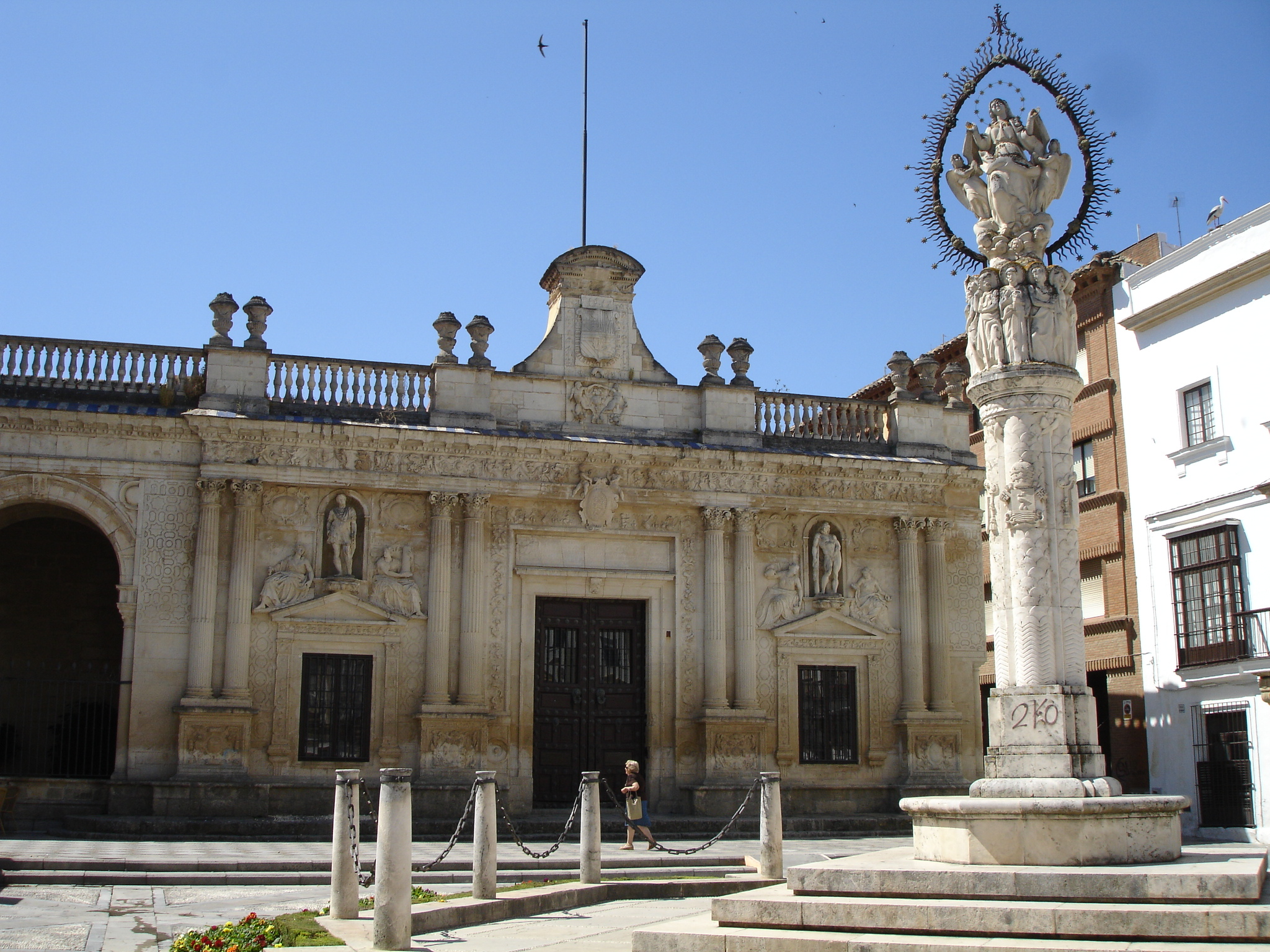
Plaza de la Asunción, Jerez de la Frontera.

- El Cabildo Antiguo, estilo renacentista.
- Iglesia de San Dionisio, de estilo gótico-mudéjar y dedicada al patrón de la ciudad.
- Palacio de la condesa de Casares, que fue una antigua prisión de la Inquisición.[3]

En el centro de la plaza se eleva el monumento a La Asunción, en perfecto equilibrio con la belleza armónica del conjunto.

## Remodelación
En 2017 se aprueba una remodelación del entorno de la plaza hasta la Puerta del Arroyo, incrementando zona peatona y arboleda.

## Galería

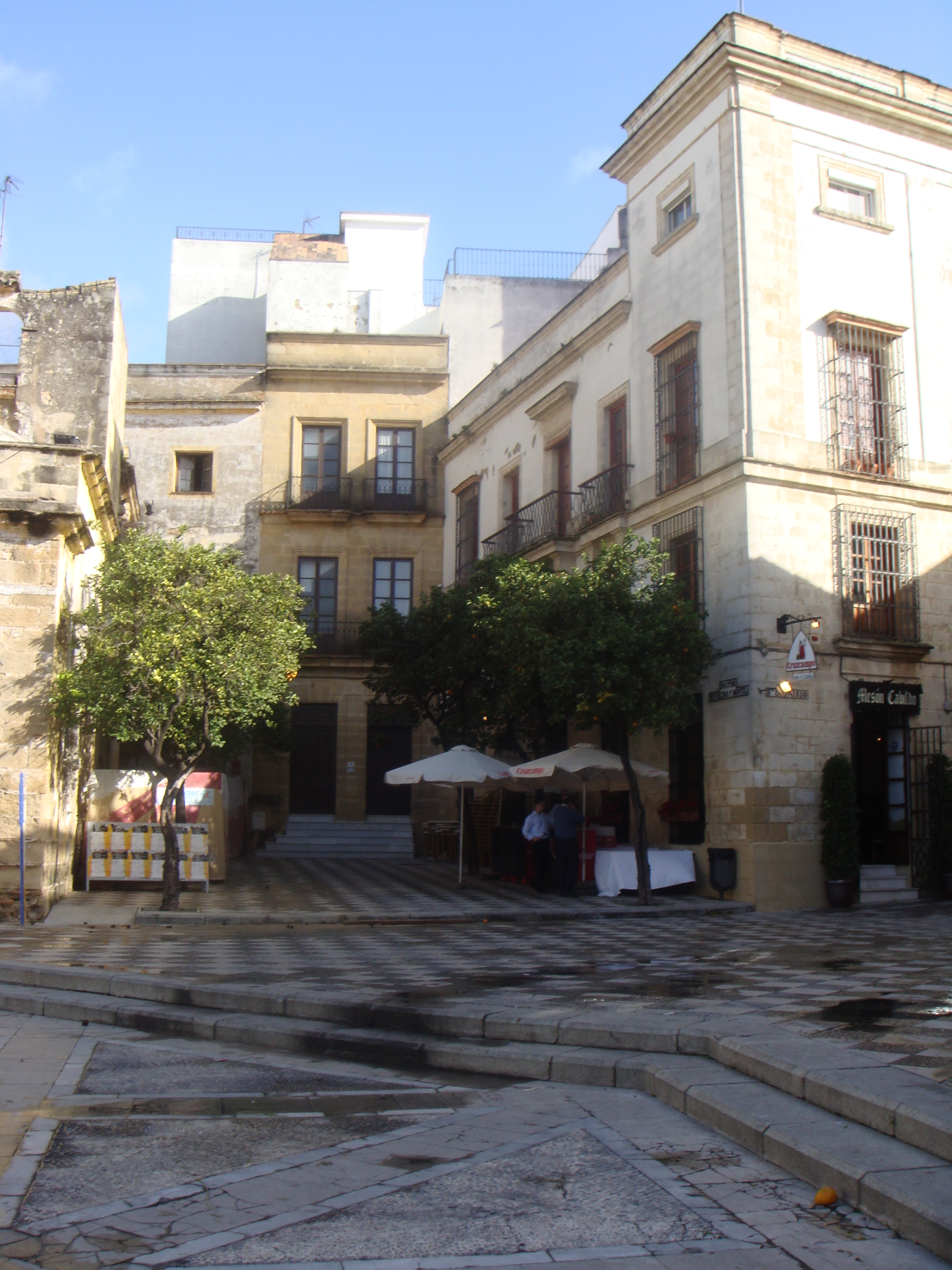
Plaza hacia Consistorio.
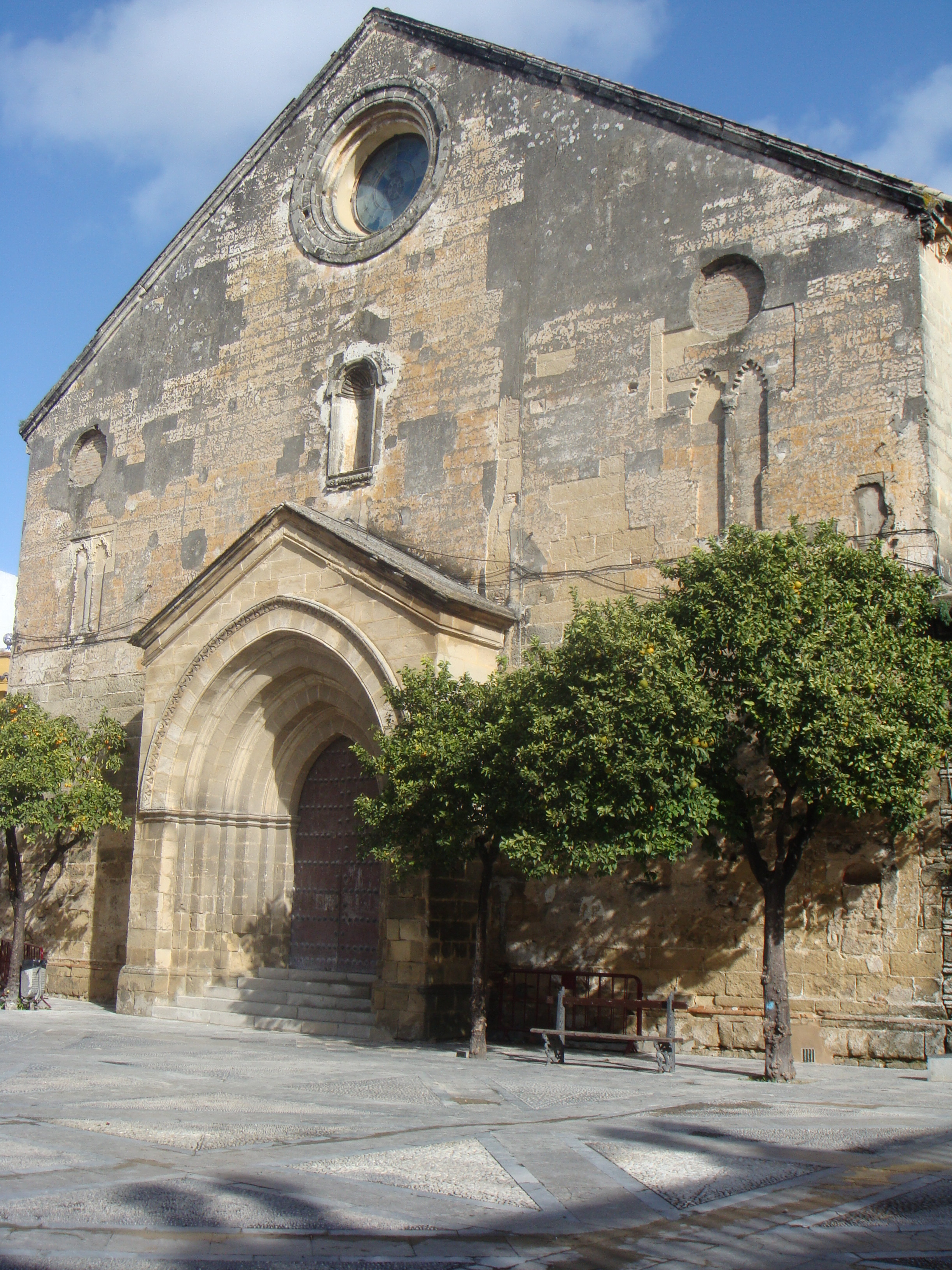
Iglesia de San Dionisio.
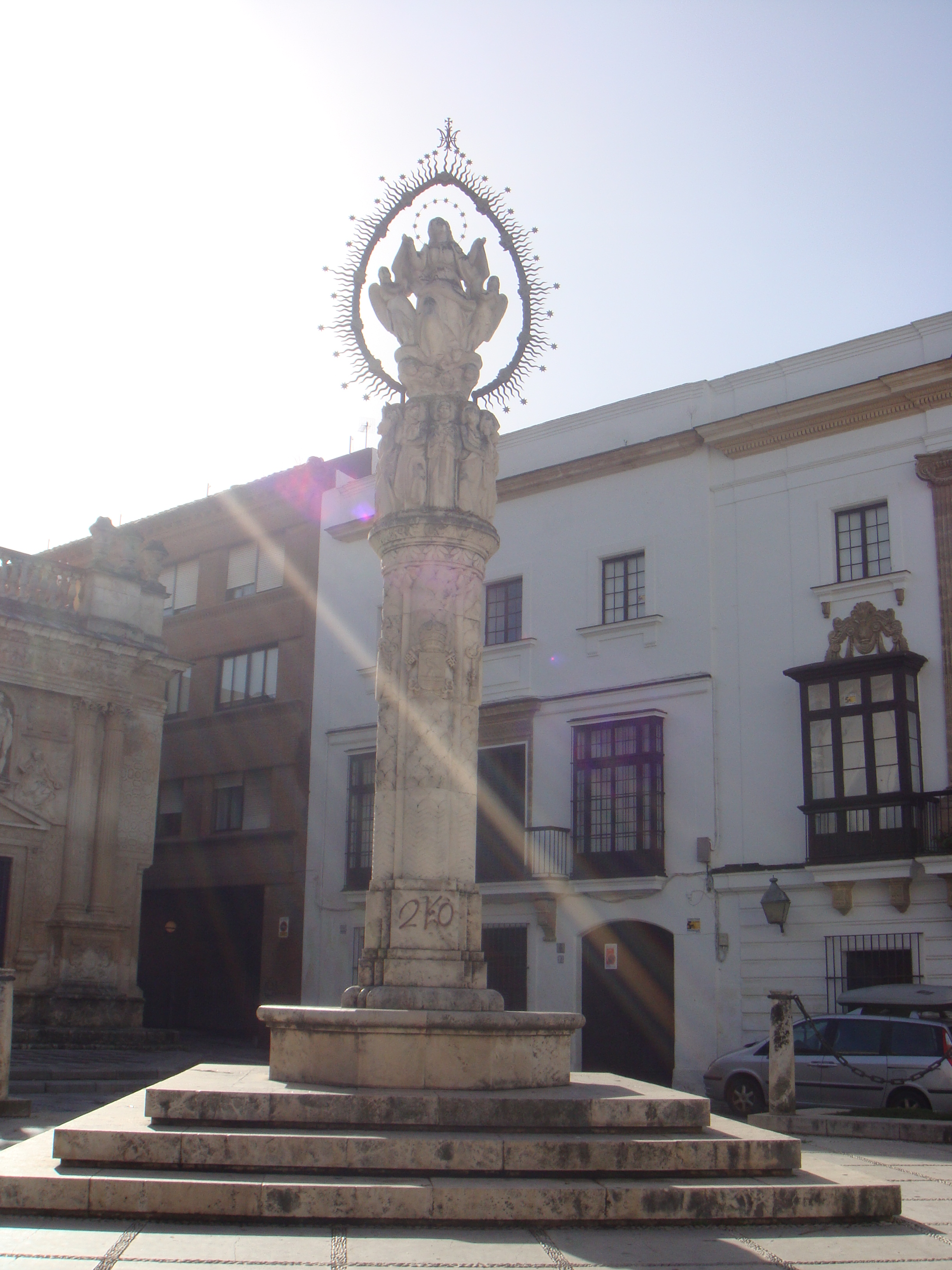
Monumento a la Asunción.
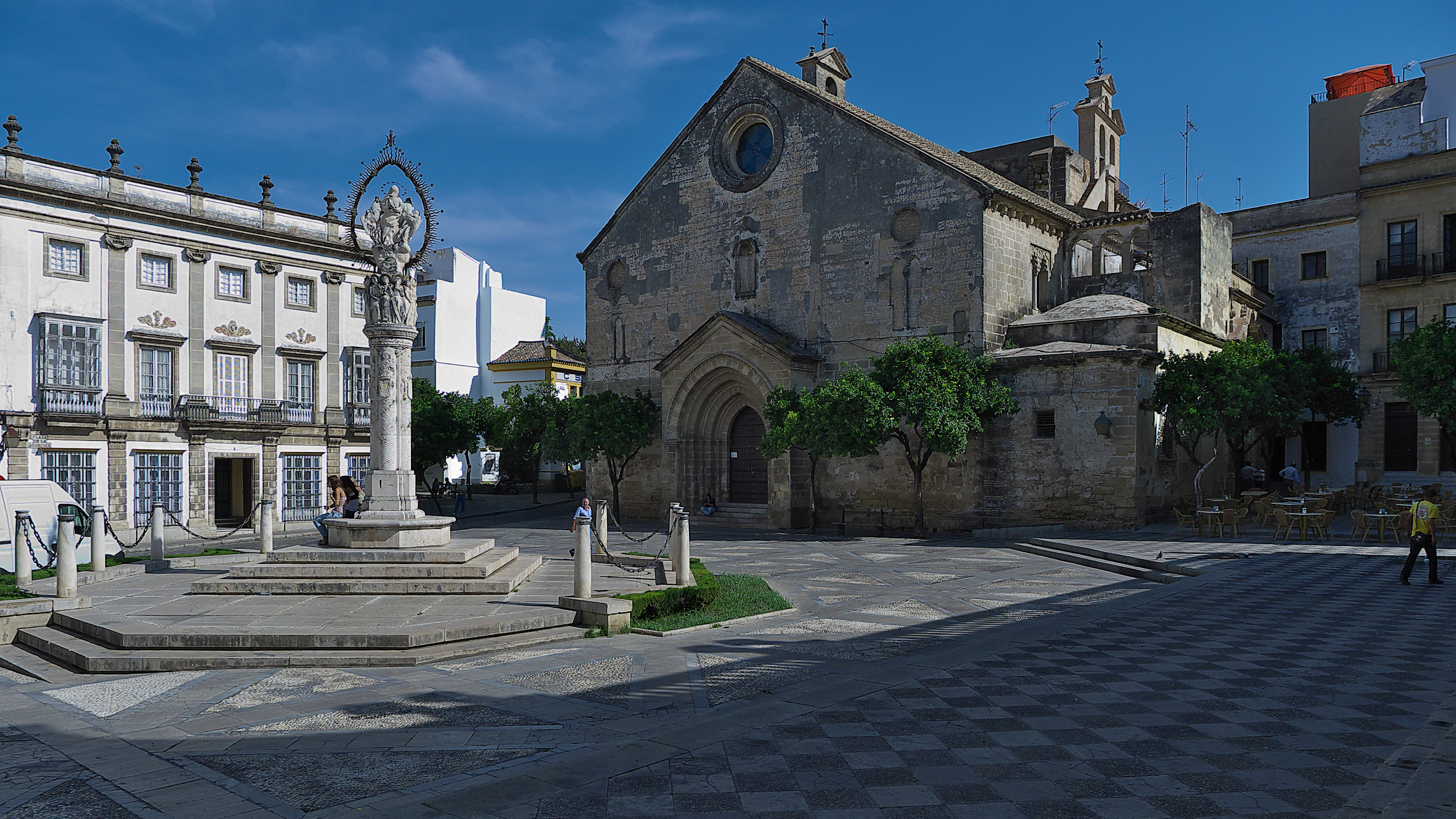
Plaza de la Asunción.